# 시트콤
시트콤(영어: sitcom)은 시추에이션 코미디(영어: situation comedy)의 줄임말로, 고정된 출연진을 중심으로 한 코미디 프로그램의 한 장르이다. 라디오에서 출발하였으나 오늘날에는 대체로 텔레비전에서 방영되는 프로그램을 이르는 경우가 많다. 모큐멘터리도 시트콤 장르에 포함되기도 한다. 시트콤은 전통적으로 관객들이 있는 세트장에서 촬영하였고, 생방송처럼 3대 이상의 카메라가 사용되어 연극처럼 중단 없이 진행될 수 있게 했다. 웃음 트랙도 시트콤의 특징 중 하나로 꼽힌다. 21세기에 들어서 많은 시트콤들이 이런 전통적인 포맷을 벗어나면서 시트콤이란 장르의 정의가 모호해졌다. 촬영 중의 웃음 트랙은 미리 녹음되는 것이 일반적이다.
대한민국에서는 1993년에 SBS 《오박사네 사람들》 로 시트콤을 처음 시작하였으며  이에 앞서 1987년 KBS를 통해 방영된  《코스비 가족 만세》를 통해 해당 장르(시트콤)가 한국 TV에 첫 등장했다. 1990년대 중반부터 2000년대 후반까지 인기 프로그램 호평을 얻었으며, 2000년대 후반과 2010년대 이후부터 시트콤이 쇠퇴하여, 시청률이 너무 저조하였기에 감소폭이 줄어들었는데 신인 배우-중견 배우들이  주축이었던 데다 드라마국이 아닌 예능국 소속으로 줄 수 있는  예산의 한계가 있었던 것이 컸다.
이 탓인지 최초 시트콤 전문 케이블채널 폭스 라이프가 클래식 드라마 전문 채널로 바꾼 동시에 채널 에버로 채널명이 변경됐다.